# Jean-Marc Bellocq
Jean-Marc Bellocq (* 8. Februar 1957) ist ein französischer Langstreckenläufer. 1982 und 1988 war er zweimal französischer Meister im 100-km-Lauf.
Bellocq war in den 1980er Jahren einer der führenden Läufer über die Distanz von 100 Kilometern. Er stellte insbesondere bei einem der bedeutendsten Distanzrennen einen fast unzugänglichen Rekord auf, den 100 Kilometern von Millau, wurde deshalb auch Mr. 100-km-von-Millau genannt. Hier hält er seit 1990 den Streckenrekord und ist mit acht Siegen auch der erfolgreichste Teilnehmer.

## Persönliche Bestleistungen
- Swiss Alpine Marathon (67 km): 6:34:24 h, Davos, 26. Juli 1986
- 100 km: 6:26:13 h, Amiens, 1990
- 24-Stunden-Lauf: 256,340 km, 24 Stunden von Niort, 1985.[3]

## Ergebnisse (Auswahl)

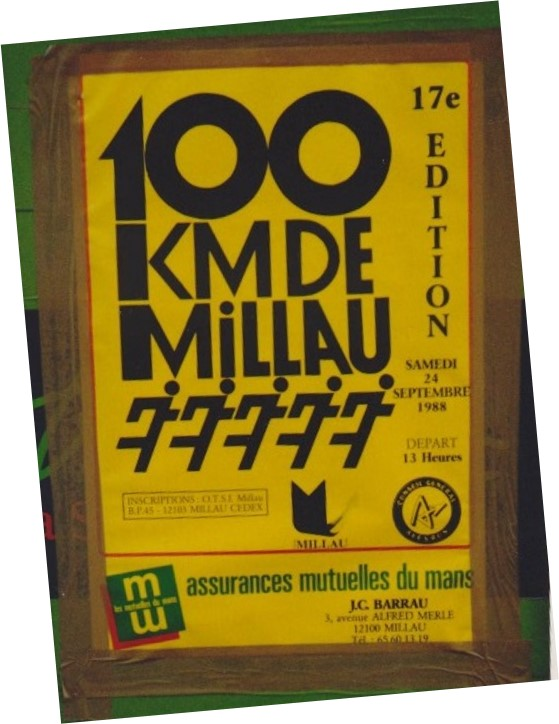
100 km de Millau (1988)

- 1980: 100 km de Millau, 7:31:17 h, Sieger
- 1981: 271 km von Belvès nach Millau, 28:16:48 h, Zweiter
- 1982: 100 km de Millau, 7:13:25 h, Sieger
- 1983: 100 km de Millau, 7:13:10 h, Sieger
- 1984: 100 km del Passatore von Florenz nach Faenza, 6:56:00 h, Zweiter
- 1985: 24 Stunden von Niort, 256,340 km
- 1986: 100 km de Millau, 6:55:27 h, Sieger
- 1987: 100 km de Millau, 6:54:20 h, Sieger
- 1988: 100 km de Millau, 6:48:26 h, Sieger
- 1988: 100 km d’Amiens, 6:34:18 h, Zweiter
- 1988: 100 km del Passatore, 6:41:09 h, Zweiter
- 1989: 100 km Stellenbosch, 6:37:48 h, Vierter
- 1989: 100 km de Millau, 6:50:02 h, Sieger
- 1990: 100 km de Millau, 6:28:31 h (Streckenrekord), Sieger
- 1990: 100 km d’Amiens, 6:26:13 h, Sieger